# Феллоус (Каліфорнія)
Феллоус (англ. Fellows) — переписна місцевість (CDP) в США, в окрузі Керн штату Каліфорнія. Населення — 52 особи (2020).

## Географія
Феллоус розташований за координатами 35°10′41″ пн. ш. 119°32′51″ зх. д. / 35.17806° пн. ш. 119.54750° зх. д. (35.178177, -119.547550).  За даними Бюро перепису населення США в 2010 році переписна місцевість мала площу 1,70 км², уся площа — суходіл. В 2017 році площа становила 1,79 км², уся площа — суходіл.

## Демографія
Згідно з переписом 2010 року, у переписній місцевості мешкало 106 осіб у 37 домогосподарствах у складі 32 родин. Густота населення становила 62 особи/км².  Було 40 помешкань (24/км²).
Расовий склад населення:
| - 88,7 % — білих - 4,7 % — корінних американців - 0,9 % — чорних або афроамериканців - 1,9 % — осіб інших рас |

До двох чи більше рас належало 3,8 %. Частка іспаномовних становила 10,4 % від усіх жителів.
За віковим діапазоном населення розподілялося таким чином: 27,4 % — особи молодші 18 років, 61,3 % — особи у віці 18—64 років, 11,3 % — особи у віці 65 років та старші. Медіана віку мешканця становила 40,0 року. На 100 осіб жіночої статі у переписній місцевості припадало 116,3 чоловіків;  на 100 жінок у віці від 18 років та старших — 102,6 чоловіків також старших 18 років.
Середній дохід на одне домашнє господарство  становив 71 265 доларів США (медіана — 75 625), а середній дохід на одну сім'ю — 77 307 доларів (медіана — 76 042). За межею бідності перебувало 2,5 % осіб, у тому числі 0,0 % дітей у віці до 18 років та 0,0 % осіб у віці 65 років та старших.
Цивільне працевлаштоване населення становило 39 осіб. Основні галузі зайнятості: освіта, охорона здоров'я та соціальна допомога — 23,1 %, сільське господарство, лісництво, риболовля — 20,5 %, транспорт — 12,8 %, будівництво — 12,8 %.